# Banque Internationale Arabe de Tunisie
Die Banque Internationale Arabe de Tunisie S.A. (arabisch: بنك تونس العربي الدولي)  oder BIAT ist eine tunesische Bank mit Sitz in Tunis. Sie ist nach Marktanteil die führende Bank in Tunesien. Die Bankengruppe ist in 3 Tätigkeitsbereichen organisiert:
- Retail Banking;
- kommerzielles Bankgeschäft;
- Finanz- und Investmentbanking.

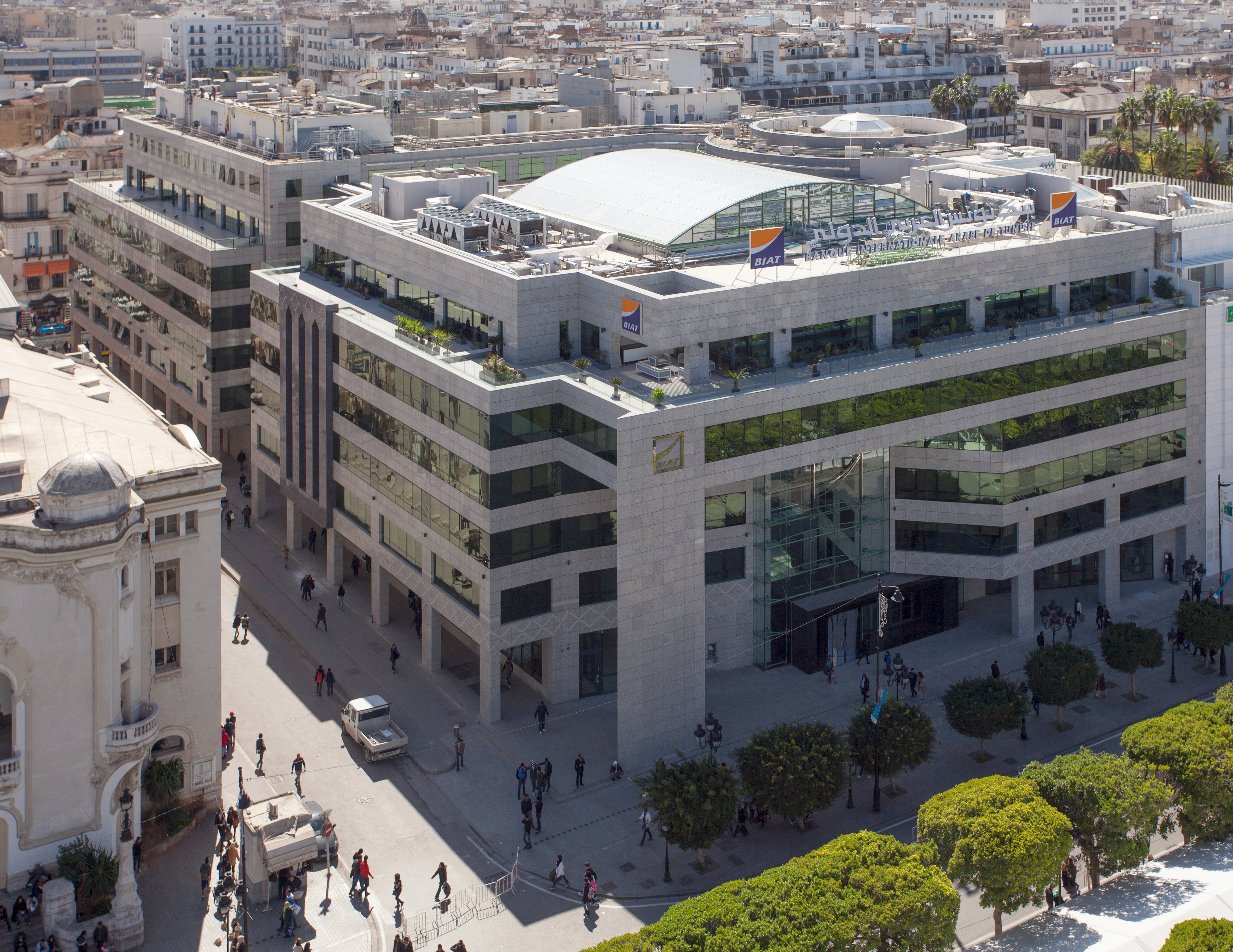
Hauptquartier der Banque Internationale Arabe de Tunisie in Tunis

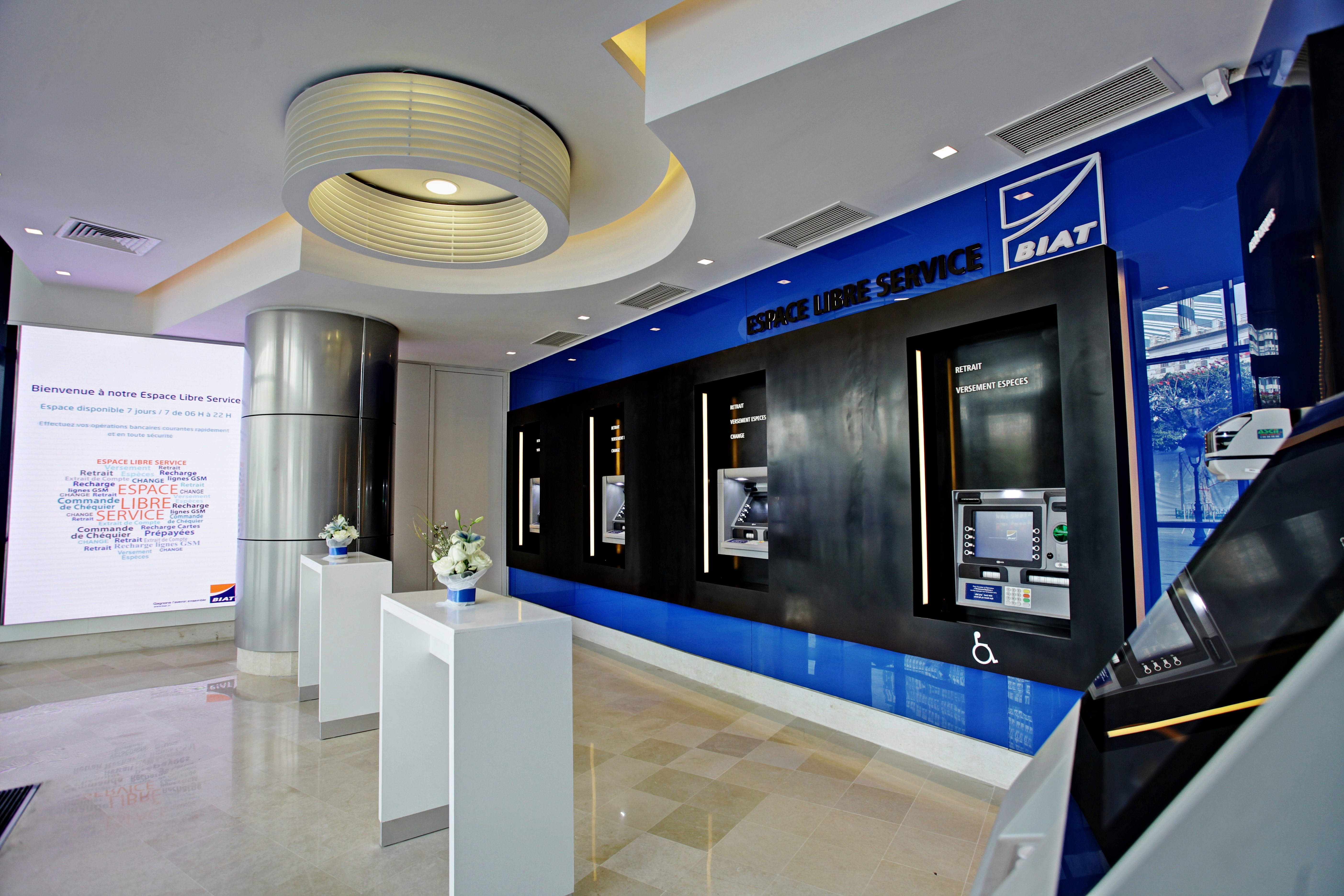
Selbstbedienungsbereich der BIAT

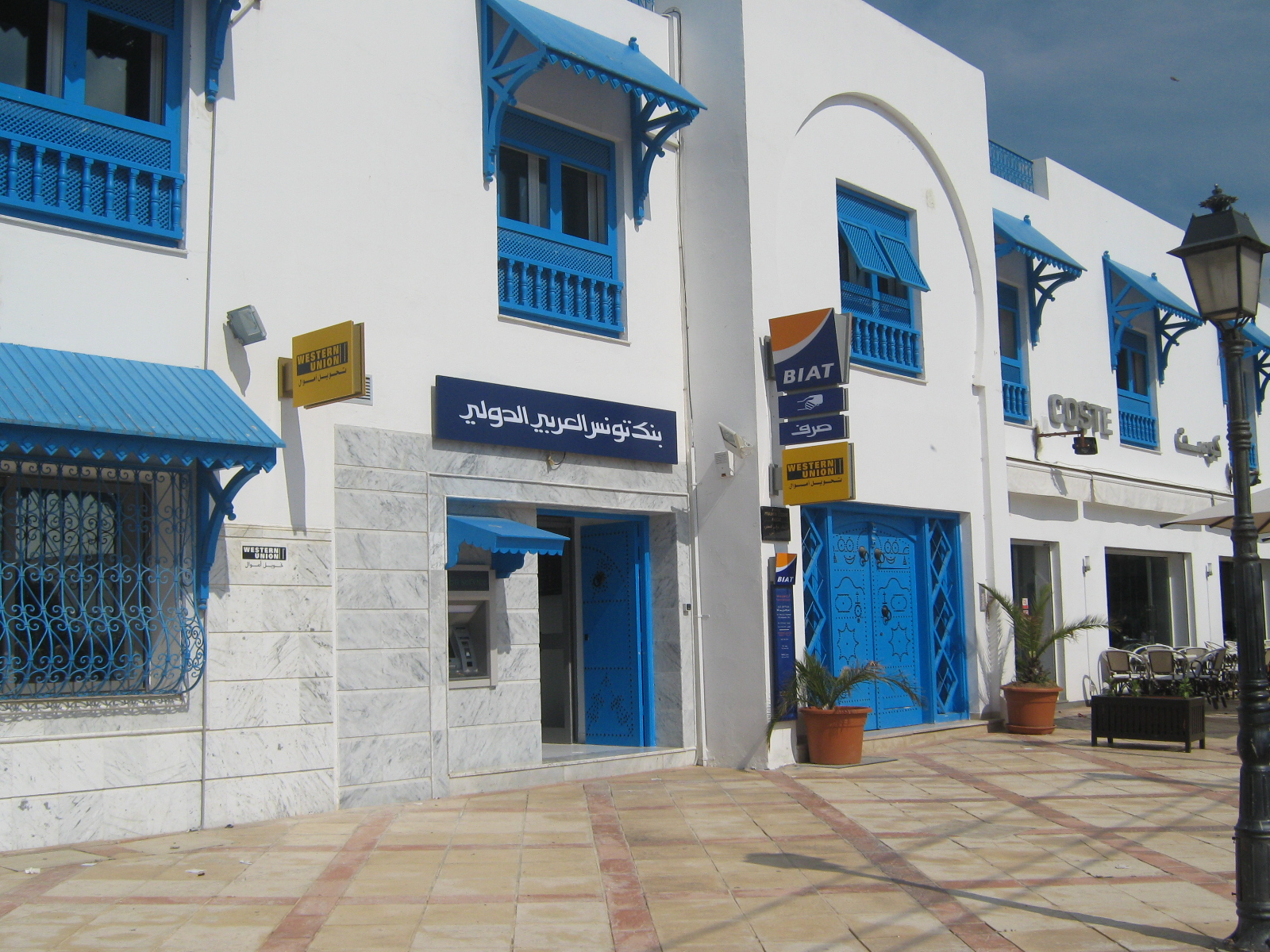
Filiale der BIAT

Die Produkte und Dienstleistungen werden über ein Netz von 204 Filialen in Tunesien vertrieben.
Die Aktien sind an der Bourse de Tunis notiert und Teil des Tunindex.

## Geschichte
BIAT entstand 1976 durch den Zusammenschluss der lokalen Niederlassungen der Société Marseillaise de Crédit und der HSBC Bank Middle East. Dies war Teil der „Tunisierung“ des Bankensystems, die nach der Unabhängigkeit begann. Die Bank wurde von drei Personen gegründet: Mansour Moalla, Habib Bourguiba Jr. und Mokhtar Fakhfakh.
Am Ende des ersten Geschäftsjahres 1977 hatte BIAT einen Marktanteil von 6 % an den gesamten Bankeinlagen und -krediten. Im Jahr 1980 wurde die erste Kapitalerhöhung durch den Einstieg der Abu Dhabi Investment Authority und der National Commercial Bank of Jeddah durchgeführt. In den Jahren 1986 und 1988 erwarben Paribas und das Istituto Bancario Sanpaolo di Torino (heute Intesa Sanpaolo) eine Beteiligung an BIAT. Der Börsengang an der Börse von Tunis wurde im September 1990 durchgeführt.
Die ausländische Beteiligung wurde mit dem Einstieg der San Paolo Bank Holding und der Wafabank (heute Attijariwafa Bank) in den Jahren 1991 bzw. 1992 gestärkt. Das Eigenkapital der Bank wurde im Jahr 1991 auf 20 Millionen Dinar erhöht. Im Jahr 2000 hatte die Bank einen Marktanteil von 14,5 % bei Bankeinlagen und verfügte über 85 Filialen. 2005 stieg die Mabrouk-Gruppe bei BIAT ein, indem sie Aktien von Morgan Stanley, Blakeney, von französischen Banques Populaires und verschiedenen tunesischen Aktionären kaufte. 2007 wurde die Mabrouk-Gruppe mit 40 % des Kapitals zum größten Aktionär. Die Bank hat dadurch eine mehrheitlich tunesische Beteiligung. Im Jahr 2014 wurde BIAT Consulting gegründet, eine Strategie- und Organisationsberatungsfirma, die ihre Aktivitäten mit Finanzinstituten in West- und Zentralafrika ausbaut. Im selben Jahr wurde die  Fondation BIAT pour la jeunesse gegründet. Die Stiftung unterstützt die tunesische Jugend in den Bereichen Bildung, Kultur und Förderung des Unternehmertums.
Nach der Tunesischen Revolution von 2010–2011 prangerten Kritiker geheime Absprachen zwischen der damaligen tunesischen Regierung und der Familie Mabrouk an, doch das Kassationsgericht entschied 2012, dass die Übernahme der Gruppe durch die Mabrouks rechtmäßig war.
Die BIAT gehört laut der Zeitschrift African Banker im Jahr 2015 zu den Top 10 der französischsprachigen afrikanischen Banken. Das Filialnetz ist von 122 Im Jahre 2008 auf 204 im Jahre 2018 gestiegen.